# Papiros de Elefantina

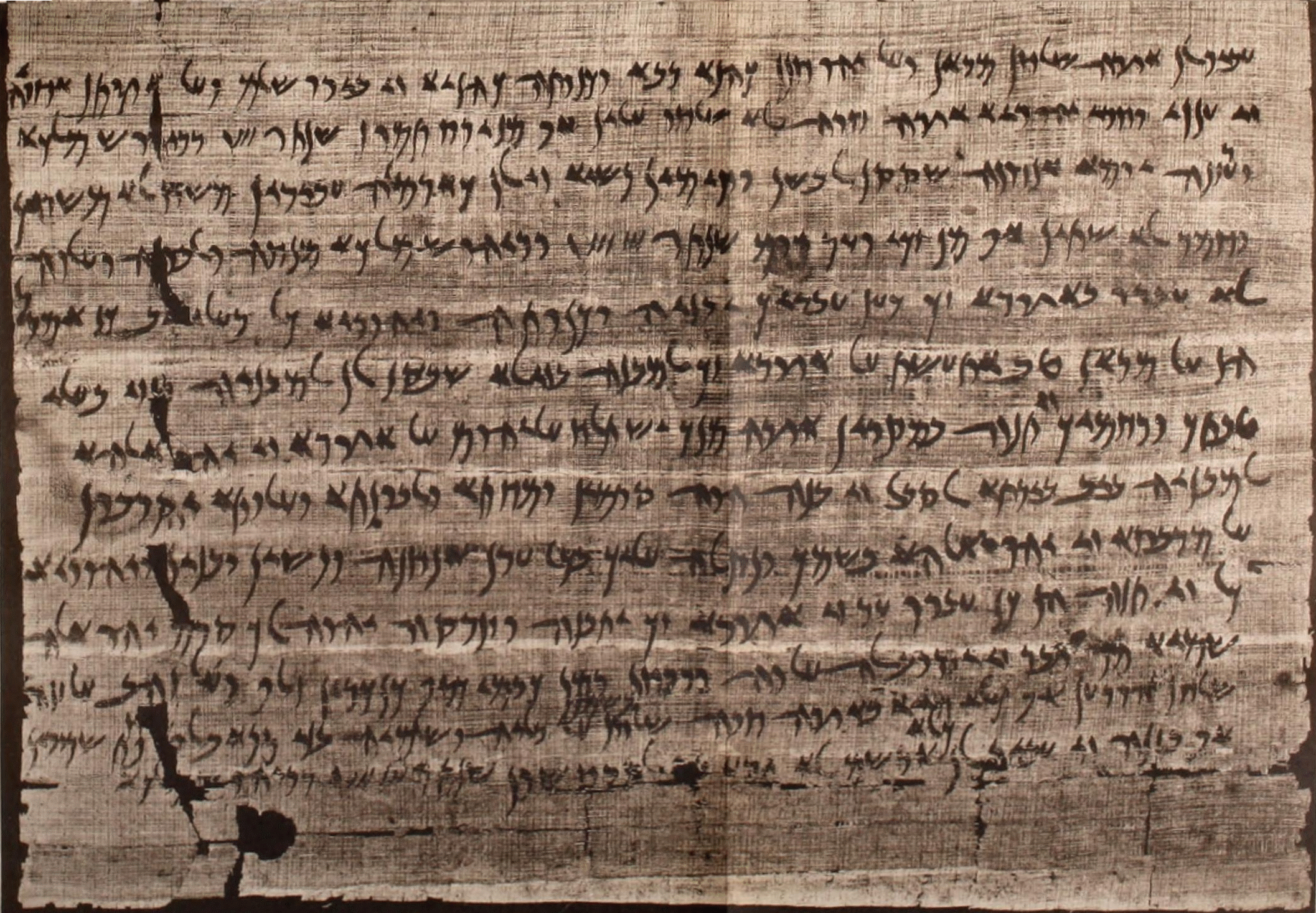
Un documento de los papiros de Elefantina, que solicita la reconstrucción de un templo judío en Elefantina.

Los papiros de Elefantina es el nombre dado comúnmente al conjunto de archivos y documentos que pertenecieron a los miembros de las comunidades judías y arameas que habitaban en la isla de Elefantina (o Yeb) y en la ciudad de Siene (actual Asuán), en el Alto Egipto, entre 495 y 399 a. C.
Las primeras indicaciones de la existencia de esta comunidad fueron reveladas en los papiros adquiridos por Giovanni Belzoni. Otros textos, incluyendo ostracas y pergaminos, también fueron comprados a finales del siglo XIX. Entre los pergaminos de Elefantina destaca la existencia de un grupo de documentos gubernamentales del sátrapa persa Arsames. La excavación arqueológica de la isla comenzó en 1904, proporcionando varios archivos, cuyos textos revelaban fascinantes detalles de la vida cotidiana.
Los papiros están escritos en arameo, la lengua franca del Imperio Persa Aqueménida de los siglos V y IV a. C., del cual formaban parte Egipto y Palestina. Muchos de los individuos de origen judío y arameo que aparecen en los papiros pertenecían o estaban relacionados con la guarnición persa local. La comunidad judía poseyó su propio templo a Yahveh, en la isla de Elefantina, situando junto a la capilla erigida antiguamente para culto al dios local Jnum.
Los principales archivos judíos son:
- Mibtahian: 11 documentos jurídicos, archivo de una la familia, 471-410 a. C.
- Ananiah: 13 documentos jurídicos, archivo de una la familia, 456-402 a. C.
- Yedaniah: 11 cartas y una lista, archivo comunal, 419-407 a. C.

Aunque no se puede afirmar con certeza absoluta, parece ser que Jeremías capítulo 44 profetiza sobre estos judíos.